# Stanisław Kardaszewicz (major)
Stanisław Kardaszewicz, ps. Lucjan (ur. 4 sierpnia 1889 w Korcu, zm. 30 kwietnia 1940 w Katyniu) – major piechoty Wojska Polskiego, działacz niepodległościowy, kawaler Orderu Virtuti Militari, konstruktor, ofiara zbrodni katyńskiej.

## Życiorys
Urodził się 4 sierpnia 1889 w Korcu, w ówczesnym powiecie nowogradwołyńskiego guberni wołyńskiej, w rodzinie Kazimierza (1855–1945) i Rozalii z Zaorskich (ur. 1858). Lata dziecięce spędził z rodzicami we Wschodniej Syberii i Chinach. Po powrocie do Europy uczęszczał do szkoły realnej w Równem. Maturę zdał jako ekstern w Benderach, w ówczesnej guberni besarabskiej. Następnie ukończył trzy kursy w Szkole Technicznej Wawelberga i Rotwanda w Warszawie. W marcu 1912 został aresztowany przez rosyjską żandarmerię za działalność niepodległościową i przez kilka tygodni był więziony. Po uwolnieniu wyjechał z Królestwa Polskiego i rozpoczął studia na Wydziale Mechanicznym Uniwersytecie Gandawskim. Na wspomnianej uczelni ukończył trzy kursy.
Po wybuchu wojny wrócił do Równego i został wcielony do armii rosyjskiej. Ukończył Oficerska Szkołę Artylerii w Odessie. W latach 1916–1917 uczestniczył w walkach na froncie rosyjsko-niemieckim, podczas których został ranny pod Dyneburgiem. W grudniu 1917 wraz z ojcem, który był naczelnym lekarzem wojsk polskich w Odessie, wstąpił do I Korpusu Polskiego, a po jego rozwiązaniu – jako członek Związku Walki Czynnej – udał się na Kubań, do oddziałów gen. Lucjana Żeligowskiego.

1 listopada 1918 wstąpił do Wojska Polskiego. Po ukończeniu oficerskiego kursu artylerii i kursu instruktorów czołgowych walczył z Ukraińcami. Od 9 stycznia 1920 znajdował się w szeregach 1 pułku czołgów. Walczył jako młodszy oficer w wojnie polsko-sowieckiej w Małopolsce Wschodniej oraz na froncie litewsko-białoruskim. Uczestniczył w 22 bitwach i potyczkach. Wyróżniał się walecznością, męstwem i odwagą, za co w 1921 otrzymał Krzyż Srebrny Orderu Wojskowego Virtuti Militari. We wniosku o nadanie tego odznaczenia napisano, m.in.:

Na rozkaz Dowództwa Grupy Operacyjnej płk. Żagórskiego z dnia 30 VII 1920 r.
1 sekcja 1 kompanii czołgów w składzie 5 maszyn, pod dowództwem ppor. Głowackiego i przy asystencji ppor. Kardaszewicza została wysłana dnia 30 VII br. z Łap do Łomży, celem poparcia kontrakcji grupy gen. Baranowskiego, mającej na celu utrzymanie otaczanego przez nieprzyjaciela miasta, aż do przybycia odsieczy. Dnia 2 VIII br. wskutek wyjątkowo trudnej sytuacji całkowitego otoczenia Łomży przez nieprzyjaciela, podzielono sekcję czołgów
na trzy części. Jedna z nich, w składzie 2 maszyn, pod dowództwem ppor. Kardaszewicza, o godz. 9 odparła silny atak na żelazny most prowadzący z miasta na fort nr 1. Drugi i trzeci atak ppor. Kardaszewicz odparł tylko jednym czołgiem, gdyż drugi został zepsuty. Po wycofaniu uszkodzonej maszyny ppor. Kardaszewicz został znowu zaalarmowany do kontrataku. Na ten raz nieprzyjaciel, ustawiwszy baterię naprzeciwko mostu na odległość kilkuset metrów, krył huraganowym ogniem swoją piechotę, która w zwartej kolumnie
rzuciła się na most i już przekroczyła połowę jego. Jednakże dzięki ofiarności i odwadze ppor. Kardaszewicza, który na otwartej pozycji, pod bębniącym ogniem nieprzyjacielskim stanął i jednym czołgiem niszczył wroga celnymi strzałami w sam tłum. Po pięciokrotnym odparciu ataków na most ppor. Kardaszewicz odparł jeszcze dwa ataki na południowym skraju Łomży, zmuszając nieprzyjaciela do wycofania się z przedmieścia i ucieczki wzdłuż szosy Łomża–Zambrów.

Po zakończeniu wojny nadal służył w 1 p.cz. Od 1922 do 1927 był oficerem Wydziału Broni Pancernej Departamentu Inżynierii MSWojsk. Od 1928 był komendantem Oddziału Szkolenia Centrum Wyszkolenia Broni Pancernych, a w marcu 1931 kwatermistrzem. W styczniu 1933 został przeniesiony do Kierownictwa Zaopatrzenia Technicznego. W marcu 1934 pełnił służbę w Departamencie Technicznym MSWojsk. na stanowisku kierownika referatu. W czerwcu tego roku został przeniesiony do 3 Batalionu Czołgów i Samochodów Pancernych w Warszawie na stanowisko kwatermistrza. Z dniem 31 sierpnia 1935 został przeniesiony w stan spoczynku.
Po wybuchu II wojny światowej i agresji ZSRR na Polskę (17 września 1939), w nieznanych okolicznościach dostał się do niewoli sowieckiej. Od kwietnia 1940 przebywał w obozie jenieckim w Kozielsku. 28 kwietnia 1940 został przekazany do dyspozycji naczelnika Zarządu NKWD Obwodu Smoleńskiego – lista wywózkowa 052/4 z 24 kwietnia 1940, pozycja 96. 30 kwietnia 1940 został zamordowany w Katyniu przez funkcjonariuszy Obwodowego Zarządu NKWD w Smoleńsku oraz pracowników NKWD przybyłych z Moskwy na mocy decyzji Biura Politycznego KC WKP(b) z 5 marca 1940. Ofiary tej zbrodni grzebano w bezimiennych mogiłach zbiorowych, gdzie od 28 lipca 2000 mieści się oficjalnie Polski Cmentarz Wojenny w Katyniu. W miejscu tym prowadzone były ekshumacje i prace archeologiczne, jednak Stanisław Kardaszewicz nie został zidentyfikowany.
Był żonaty z Jadwigą z Pawlikowskich (w 1934 w separacji), z którą miał córki Helenę (ur. 1914) i Barbarę Dzięciołowską (1918–2001) oraz syna Przemysława, ps. Akszak (1921–1944), sierżanta podchorążego batalionu „Parasol”, odznaczonego pośmiertnie Orderem Virtuti Militari.
5 października 2007 minister obrony narodowej Aleksander Szczygło mianował go pośmiertnie na stopień podpułkownika. Awans został ogłoszony 9 listopada 2007 w Warszawie, w trakcie uroczystości „Katyń Pamiętamy – Uczcijmy Pamięć Bohaterów”.

## Ordery i odznaczenia
- Krzyż Srebrny Orderu Wojskowego Virtuti Militari[19] nr 3388 – 1921[8][4][20]
- Krzyż Niepodległości – 25 stycznia 1933 „za pracę w dziele odzyskania niepodległości”[21][22][1][23]
- Złoty Krzyż Zasługi – 19 marca 1937 „za zasługi w służbie wojskowej”[24][25]
- Medal Pamiątkowy za Wojnę 1918–1921[4]
- Medal Dziesięciolecia Odzyskanej Niepodległości[4]
- Odznaka „Znak Pancerny” nr 7 – 19 marca 1933[26]
- Krzyż Komandorski papieskiego Orderu Zakonu Świętego Jerzego[b] – 9 listopada 1934[27]
- francuski Medal Zwycięstwa – 1924[28][4][29]
- łotewski Medal Pamiątkowy 1918-1928[4]

## Upamiętnienie
13 kwietnia 2016, w ramach akcji „Katyń... pamiętamy” / „Katyń... Ocalić od zapomnienia”, w ogrodzie Pałacu Prezydenckiego został zasadzony Dąb Pamięci poświęconego wszystkim Ofiarom Zbrodni Katyńskiej, certyfikat z numerem 1.